# Convención Tripartita
La Convención Tripartita de 1899 concluyó la segunda guerra civil de Samoa, de la que resultó la partición formal del archipiélago de Samoa en una colonia alemana y un  territorio de los Estados Unidos tras una crisis entre ambos países.
Los precursores de la Convención Tripartita de 1899 fueron la Conferencia de Washington de 1887, el Tratado de Berlín y el Acuerdo anglo-alemán sobre Samoa de 1899.

## Política previa a la convención
Para la década de 1870, las condiciones económicas modernas estaban bien establecidas y eran aceptadas por los samoanos, que estaban hartos de un gobierno que podía ser manipulado a voluntad por los intereses comerciales extranjeros en Samoa. Después de que Estados Unidos concluyera un tratado de amistad con Samoa en 1878, Alemania negoció su propio Tratado de la nación favorita en 1879 con la misma facción samoana que Estados Unidos, mientras que más tarde, en 1879, el tratado anglo-samoano se completó con una facción rival. Las disputas entre los blancos en Samoa más las luchas entre las facciones nativas, llevaron a elegir el lado, lo que se convirtió en una guerra mortal con la introducción de las armas modernas.

## Conferencia de Washington de 1887
Para intentar resolver algunos de los problemas, Estados Unidos, Alemania y el Reino Unido acordaron celebrar una conferencia en Washington en junio de 1887. Tras el surgimiento de graves desacuerdos entre las partes, la conferencia se suspendió sin resultados. La lucha de los ciudadanos de las tres potencias con sus aliados locales de facciones condujo a un conflicto que solo se vio atenuado por el huracán Apia de 1889, que destruyó buques de guerra al borde de las hostilidades.

## Tratado de Berlín de 1889

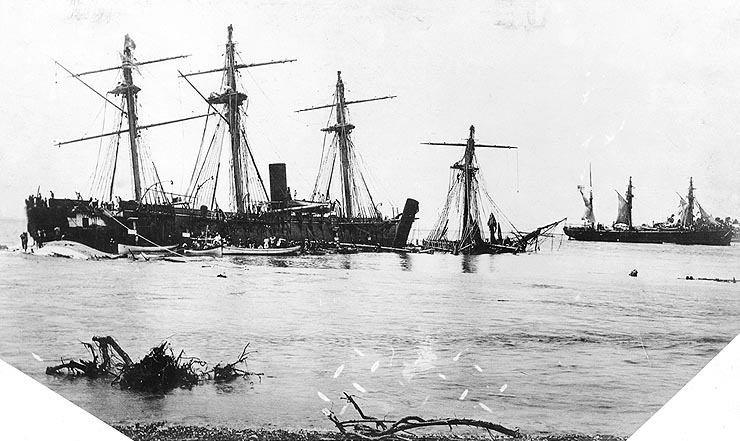
buques de Alemania y Estados Unidos hundidos por un tifón

La gravedad de la situación fue finalmente reconocida y el ministro de Asuntos Exteriores alemán, el conde Herbert von Bismarck, hijo del canciller Otto von Bismarck, propuso volver a convocar la conferencia de Washington de 1887, que fue suspendida. Invitó a representantes estadounidenses y británicos a Berlín en abril de 1889. El enfoque pragmático de Bismarck propuso la protección de la vida, la propiedad y el comercio de los participantes en el tratado, y relegó el gobierno nativo y sus inestables "reyes" a los samoanos, con lo que los británicos estuvieron de acuerdo. Estados Unidos insistió en una autoridad de tres poderes al tiempo que preservaba los derechos de los nativos. En el Tratado de Berlín de 1889 se declaró un protectorado o condominio conjunto, con un presidente de justicia europeo-americano, un consejo municipal para Apia, y con el "derecho libre de los nativos a elegir a su jefe o rey" como signatario de la ley, por lo que el tratado profesaba reconocer un gobierno independiente samoano.
Apenas se nombró al testaferro real nativo, y una vez restaurados los disturbios, los otros jefes se rebelaron y estalló la guerra civil. A finales del siglo XIX, el fracaso del acuerdo fue admitido libremente por los gobiernos de las tres potencias, ya que los principales protagonistas de Samoa actuaban directamente en su propio interés, anulando con frecuencia a los funcionarios del condominio. Una disolución del condominio creado por la "alianza enredada" estaba ahora en juego.

## Convención Tripartita de 1899

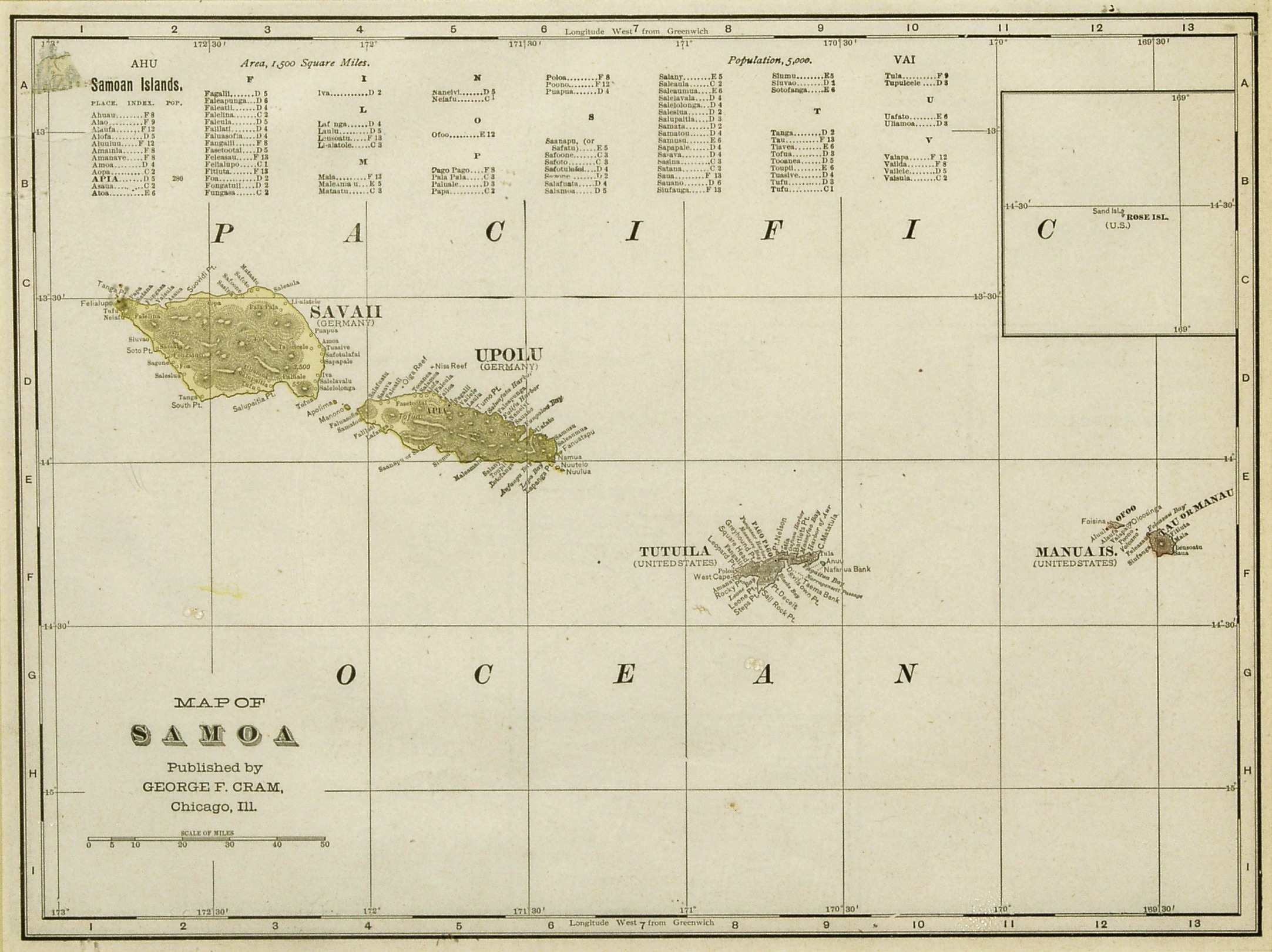
El archipiélago samoano (1900–1914)

El gobierno alemán "nunca había ocultado su creencia de que el control internacional de Samoa era visionario e impracticable... y comenzó una serie de medidas diplomáticas destinadas a eliminarlo por completo". Los diplomáticos alemanes en Washington habían comprobado durante el verano de 1899 que la administración de Estados Unidos estaba satisfecha con la obtención de la isla de Tutuila con su principal activo, la actual estación carbonera de Pago Pago. Con la "partición de Samoa" para el entonces entendimiento prevaleciente, Estados Unidos no expresó objeciones a que Gran Bretaña y Alemania "llegaran a un acuerdo preliminar".
El káiser  Guillermo II había aceptado una invitación para visitar Inglaterra en noviembre de 1899 y su gobierno insistió en que se llegara a un acuerdo sobre Samoa antes de su partida a Gran Bretaña, por lo que se llegó a un acuerdo en Londres antes del 9 de noviembre y se firmó el 14 de noviembre, por lo que fue este acuerdo anglo-alemán sobre Samoa junto con el acuerdo informal con los Estados Unidos lo que dividió a Samoa. La Convención Tripartita de 1899 fue debidamente constituida y los documentos fueron firmados en Washington el 2 de diciembre de 1899 por el Secretario de Estado estadounidense John Hay, el barón Theodor von Holleben, embajador alemán en los Estados Unidos, y sir Julian Pauncefote, embajador británico en los Estados Unidos, con ratificaciones intercambiadas el 16 de febrero de 1900.

## Posiciones como resultado de la Convención Tripartita de 1899

### Estados Unidos

Sello de samoa americana

El presidente William McKinley firmó una orden ejecutiva el 19 de febrero de 1900, que dice:

La isla de Tutuila, del Grupo Samoano, y todas las demás islas del grupo al este de la longitud 171 grados al oeste de Greenwich, quedan bajo el control del Departamento de la Marina para una estación naval. El Secretario de la Marina tomará las medidas necesarias para establecer la autoridad de los Estados Unidos y dar a las islas la protección necesaria

. 
El mismo día, John D. Long, Secretario de la Marina, declaró que estas islas "....están establecidas en una estación naval, conocida como la estación naval de Tutuila, y bajo el mando de un comandante". La isla Rose, un atolón de coral deshabitado, y la isla de Aunu'u fueron incluidas. La cesión de las escrituras de las Islas Manu'a, Ta'u y Ofu-Olosega no tuvo lugar hasta 1904, aunque los respectivos jefes habían aceptado previamente la soberanía de los Estados Unidos. El término "Samoa Americana" entró en uso consciente en 1905 con una primera asamblea o fono de jefes samoanos de todas las islas cedidas dentro de la estación naval.

### Alemania

Escudo de Armas de Samoa Alemana

Las islas samoanas de Upolu y Savaii y las pequeñas islas de Apolima y Manono, al oeste de 171 grados de longitud oeste, fueron declaradas un protectorado del Imperio Alemán y pasaron a ser conocidas como Samoa alemana, con izamiento de la bandera el 1 de marzo de 1900 y el nombramiento de Wilhelm Solf como gobernador. Esta adquisición fue vista en Alemania como un "espléndido logro en la política colonial, que es al mismo tiempo un logro genuinamente popular".

### Reino Unido
Al renunciar a todos los derechos en Samoa, el Reino Unido "obtuvo una amplia compensación de Alemania en otros lugares", en efecto, "la transferencia de todos los derechos alemanes en el grupo de Tonga, incluyendo el establecimiento de una estación naval y carbonera, y el derecho a la extraterritorialidad; el cambio de la línea de demarcación entre las islas alemanas y británicas en el grupo de las Islas Salomón para dar a Gran Bretaña todas las islas alemanas al este y sureste de la isla de Bougainville; la división de la llamada zona neutral del África occidental por una línea fronteriza definitiva entre las posesiones británicas y alemanas; la promesa de Alemania de tener en cuenta, en la medida de lo posible, los deseos que el Gobierno de Gran Bretaña pueda expresar con respecto al establecimiento de aranceles recíprocos en los territorios del Togo y de la Costa Dorada; la renuncia de Alemania a sus derechos de extraterritorialidad en Zanzíbar."
Estos acuerdos de tratados de la Convención Tripartita de 1899 se mantuvieron hasta el estallido de la Primera Guerra Mundial en 1914.